# Jānis Lūsis
Jānis Lūsis, latvijski atlet, * 19. maj 1939, Jelgava, Sovjetska zveza, † 29. april 2020, Riga. 
Lūsis je v štirih nastopil na olimpijskih igrah v metu kopja osvojil zlato leta 1968, srebrno leta 1972 in bronasto medaljo leta 1964. Na evropskih prvenstvih je osvojil štiri zaporedne naslove evropskega prvaka v letih 1962, 1966, 1969 in 1971. Njegov osebni rekord je 93,80 m iz leta 1969. 21. novembra 2014 je bil sprejet v Mednarodni atletski hram slavnih.
Poročen je bil z nekdanjo metalko kopja Elvīro Ozoliņo, tudi njun sin Voldemārs Lūsis je tekmoval v metu kopja.